# Joaquín Miguel Gutiérrez, Tapachula
Joaquín Miguel Gutiérrez är en ort i Mexiko.   Den ligger i kommunen Tapachula och delstaten Chiapas, i den sydöstra delen av landet, 900 km sydost om huvudstaden Mexico City. Joaquín Miguel Gutiérrez ligger 45 meter över havet och antalet invånare är 640.
Terrängen runt Joaquín Miguel Gutiérrez är platt. Runt Joaquín Miguel Gutiérrez är det ganska tätbefolkat, med 124 invånare per kvadratkilometer. Närmaste större samhälle är Tapachula, 16,5 km norr om Joaquín Miguel Gutiérrez. Trakten runt Joaquín Miguel Gutiérrez består till största delen av jordbruksmark.